# Kazimierz Osuchowski

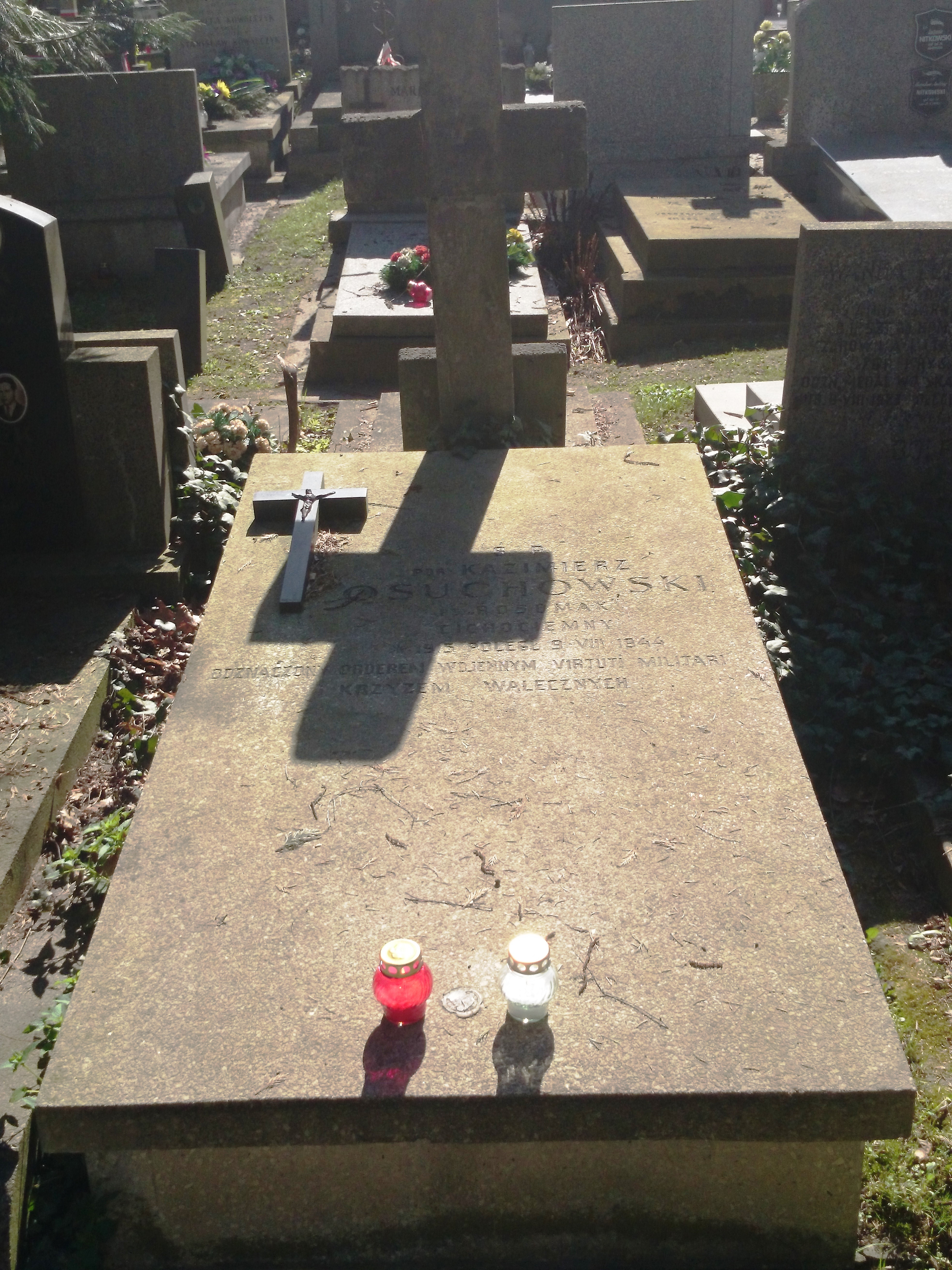
Grób Kazimierza Osuchowskiego na Cmentarzu Wojskowym na Powązkach w Warszawie

Kazimierz Osuchowski ps. Rosomak, Głowacz (ur. 18 stycznia 1915 w Deksznianach (powiat wileński), zm. 8 sierpnia 1944 w Warszawie) – porucznik piechoty Polskich Sił Zbrojnych i Armii Krajowej, cichociemny, powstaniec warszawski.

## Życiorys
Kazimierz Osuchowski był synem Bogusława i Marii Anny z domu Migurskiej. Miał siostrę Marię Natalię (1903–1975), późniejszą żonę Janusza Tymowskiego.
We wrześniu 1939 roku był pracownikiem Konsulatu RP w Chicago. W listopadzie 1939 roku dotarł do Francji, gdzie został skierowany do Szkoły Podchorążych Piechoty w Camp de Coëtquidan, po czym przydzielono go do Samodzielnej Brygady Strzelców Podhalańskich, w której walczył jako dowódca plutonu w 2 kompanii broni towarzyszącej 2 Półbrygady. Brał udział w bitwie o Narwik, po czym ponownie służył we Francji.
Wraz z grupą żołnierzy, w tym późniejszymi cichociemnymi: kpt. Kazimierzem Szternalem oraz ppor. Jerzym Buyno w październiku 1940 roku próbował dotrzeć jachtem „Laribaut” do Gibraltaru. Wskutek sztormu i uszkodzenia jachtu grupa około 23 polskich żołnierzy musiała zawinąć do portu Tossa de Mar w Hiszpanii. Tam zostali aresztowani, od 18 listopada uwięzieni w obozie koncentracyjnym w Miranda de Ebro. Zwolniony z obozu w lutym 1942 roku. Ponownie aresztowany przez Hiszpanów w listopadzie 1942 roku, podczas próby przekroczenia granicy z Portugalią, ponownie osadzony w obozie koncentracyjnym w Miranda de Ebro. Zwolniony 16 stycznia 1943 roku wraz z 400 innymi więźniami po dziesięciodniowej głodówce protestacyjnej. 29 stycznia dotarł do Wielkiej Brytanii, gdzie odbył staż w oddziałach brytyjskich.

## Cichociemny
Zgłosił się do służby w Kraju. Od 22 października 1943 roku pozostawał w dyspozycji Oddziału Personalnego Sztabu naczelnego Wodza. Po przeszkoleniu w dywersji został zaprzysiężony na Rotę AK 23 września 1943 roku i przydzielony do Oddziału VI Sztabu Naczelnego Wodza, przeniesiony do Głównej Bazy Przerzutowej w Brindisi we Włoszech.
Zrzucony do okupowanej Polski w nocy z 30 kwietnia na 1 maja 1944 roku w operacji lotniczej „Weller 16", którą dowodził kpt. naw. Kazimierz Wünsche. Zrzut na placówkę odbiorczą „Klosz”, około 23 km od Grójca. Razem z nim skoczyli: kpt. Franciszek Cieplik ps. Hartrak, rtm. Jan Kanty Skrochowski ps. Ostroga oraz mjr. Kazimierz Szternal ps. Zryw.
Po skoku Osuchowski otrzymał przydział do Okręgu Wilno AK. Przydział nie został zrealizowany. Od 29 lipca 1944 roku służył w Oddziale V Łączności Komendy Głównej Armii Krajowej, w komórce łączności „Załoga”.
W powstaniu warszawskim walczył jako dowódca dyspozycyjnego patrolu saperów z miotaczami ognia przydzielonego od 8 sierpnia do batalionu „Miłosz” operującego w Śródmieściu Południowym.
Został śmiertelnie ranny w nocy z 8 na 9 sierpnia 1944 roku w czasie nocnego ataku na niemiecki bunkier broniący dojścia do Sejmu. Zmarł kilka godzin później. Według metryki zgonu, wystawionej 28 kwietnia 1947 w Londynie przez Biskupa Polowego Wojsk Polskich, zmarł 8 sierpnia 1944 (zobacz dokument na tej stronie). Został pochowany na Cmentarzu Wojskowym na Powązkach w Warszawie (kwatera A 27, rząd 5, miejsce 5).

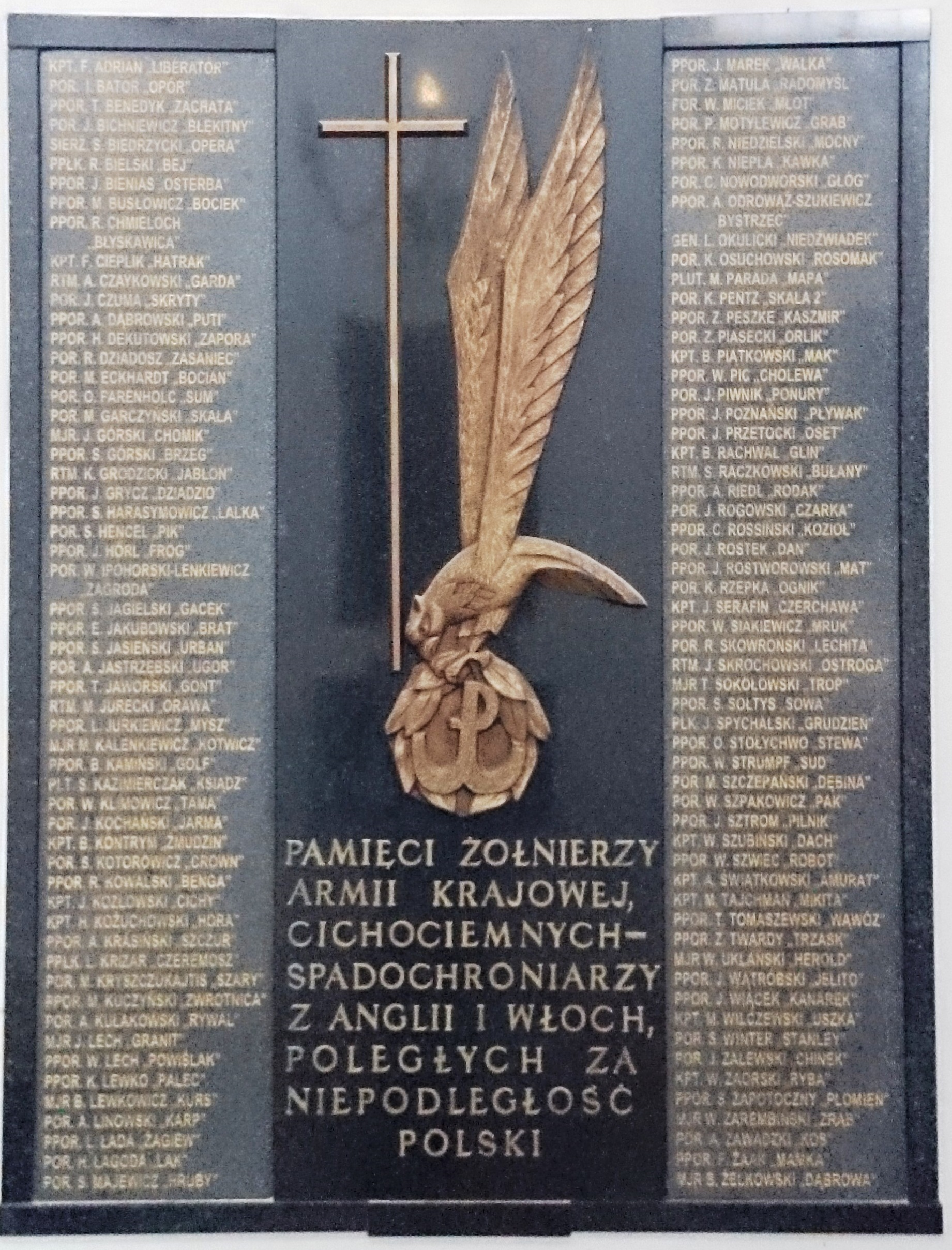
Tablica w kościele św. Jacka w Warszawie, upamiętniająca poległych cichociemnych, w tym Kazimierza Osuchowskiego

## Ordery i odznaczenia
- Krzyż Srebrny Orderu Virtuti Militari nr 13373[4]
- Krzyż Walecznych – dwukrotnie, w tym pośmiertnie, 15 września 1944 roku, za akcję pod Sejmem
- Krzyż Wojenny (Francja) ze srebrną gwiazdą.

## Upamiętnienie
W lewej nawie kościoła św. Jacka przy ul. Freta w Warszawie odsłonięto w 1980 roku tablicę Pamięci żołnierzy Armii Krajowej, cichociemnych – spadochroniarzy z Anglii i Włoch, poległych za niepodległość Polski. Wśród wymienionych 110 poległych cichociemnych jest Kazimierz Osuchowski.